# Senyor Gran Internacional
Mister Grand International és un concurs internacional de bellesa personal masculina fundat el 2017 per Mark Gil Balisagan, Emanuele Amboy i Eduardo Pillora. La primera edició de l'organització es va celebrar al Crossroad Center de Quezon Siyudad, Filipines el 7 d'octubre de 2017. És el concurs de bellesa masculina més gran establert el 2017 i és l'homòleg del certamen de bellesa femení, Miss Grand International.
La primera competició, que ha atret més de 30 països des del seu inici el 2017, té com a objectiu empoderar els joves perquè esdevinguin líders exemplars mitjançant l'apoderament. El tema, "Participar en un potencial infinit, l'esportivitat valenta i la virtut raonable en l'home mostra la seva grandesa", reflecteix els valors del certamen.
L'actual guanyador del títol de Mister Grand International 2023 és Seif Al Walid Harb del país del Líban. Va ser coronat per l'anterior guanyador, Michael Pelletier de Suïssa, el 14 de gener de 2024, a la Casa de la Cultura Hinojos de Huelva i Sevilla, Espanya.